# Laurentius Svenonis Böker
Laurentius Svenonis Böker, död 19 mars 1696, var en svensk ämbetsman och riksdagsledamot.
Böker var född i Göteborg. Han studerade under 12 års tid, bland annat 1666-68 vid Greifswalds universitet och därefter från 1668 vid Lunds universitet. Från 1672 tjänstgjorde Böker vid landskansliet i Skåne, bland annat som landshövdingens handskrivare. 1675 blev han stadssekreterare i Göteborg och fungerade som stadens riksdagsfullmäktig vid riksdagarna 1678-82 samt 1693 och var då bland annat ledamot av sekreta utskottet. 1680-82 var Böker ledamot av stora kommissionen. Från 1683 var han rådman i Göteborg och under fem år lagman i Bohuslän.